# George Hively
George Hively(6 de setembro de 1889 – 2 de março de 1950) foi um roteirista e editor, ativo entre as décadas de 1910 e 1940.

## Biografia
Hively nasceu em Springfield, Missouri e morreu em Los Angeles, Califórnia. Ele era o pai de George Hively e Jack Hively, ambos foram editores de cinema e televisão.
Em 1936, ele foi nomeado para um Oscar de melhor montagem com o filme The Informer.

## Filmografia selecionada
- Lost in a Harem (1944)
- Above Suspicion (1943)
- The Saint in Palm Springs (1941)
- The Texas Sphinx (1917)
- Straight Shooting (1917)
- The Soul Herder (1917)
- Six-Shooter Justice (1917)
- The Golden Bullet (1917)